# Archinus
Archinus is een geslacht van vliesvleugeligen uit de familie Encyrtidae. De wetenschappelijke naam van dit geslacht is voor het eerst geldig gepubliceerd in 1897 door Howard.

## Soorten
Het geslacht Archinus omvat de volgende soorten:
- Archinus abella Noyes, 2010
- Archinus cordubus Noyes, 2010
- Archinus occupatus Howard, 1897
- Archinus simonides Noyes, 2010
- Archinus tutelus Noyes, 2010
- Archinus tydeus Noyes, 2010